# Lena Uebach
Lena Sophie Uebach (* 31. Juli 2000 in Kirchen (Sieg)) ist eine ehemalige deutsche Fußballspielerin.

## Karriere

### Vereine
Uebach spielte zunächst über zehn Jahre für den SV Fortuna Freudenberg, ehe sie im Sommer 2016 zu den Sportfreunden Siegen in die viertklassige Westfalenliga wechselte. Ein Jahr später folgte der Wechsel zum Zweitligisten Bayer 04 Leverkusen, wo sie mit neun Treffern in 20 Einsätzen Anteil am dritten Platz in der 2. Bundesliga Süd und dem damit einhergehenden Aufstieg ihres Teams in die Bundesliga hatte. Ihr Bundesligadebüt feierte sie am 23. September 2018 (2. Spieltag) beim 1:0-Erfolg ihres Teams bei Werder Bremen, als sie in der 75. Minute für Ana Cristina Oliveira Leite in die Partie kam. Nach drei Jahren in Leverkusen wechselte sie im Sommer 2020 zum Ligakonkurrenten 1. FFC Turbine Potsdam. Verletzungsbedingt kam sie für Potsdam zu keinem Bundesligaeinsatz. Im Sommer 2022 wechselte sie zum 1. FC Köln. Nachdem sie in ihrer Premierensaison für den Verein in 20 Punktspielen eingesetzt worden war, hatte die Anzahl in der Folgesaison sieben betragen. Häufige Verletzungen in der Vergangenheit zwangen sie zur Beendigung ihrer Spielerkarriere. Nach dem letzten Saisonspiel am 20. Mai 2024 wurde sie gemeinsam mit anderen Mitspielerinnen vom Verein verabschiedet.

### Nationalmannschaft
Uebach gab am 12. Mai 2016 beim 3:1-Sieg der U16-Nationalmannschaft gegen Österreich ihr Debüt im Nationaltrikot. Im selben Jahr belegte sie mit der Mannschaft Platz zwei beim Nordic Cup. 2017 qualifizierte sie sich mit der U17-Nationalmannschaft für die Europameisterschaft in Tschechien, wo sie zu vier Einsätzen kam und mit der Mannschaft nach einem Finalerfolg gegen Spanien den Titel gewinnen konnte. Im September 2017 debütierte die Angreiferin für die U19-Nationalmannschaft und nahm mit dieser an der Europameisterschaft 2018 teil, wo man im Finale den Spanierinnen mit 0:1 unterlag. 2019 gehörte sie in Schottland bei der erneuten Vizeeuropameisterschaft ebenfalls zum deutschen Kader.

## Erfolge
Nationalmannschaft
- U17-Europameister 2017
- U19-Vize-Europameister 2018 und 2019

Verein
- Aufstieg in die Bundesliga 2018 (mit Bayer 04 Leverkusen)